# Campeonato Africano de Taekwondo de 2003
El IV Campeonato Africano de Taekwondo se celebró en Abuya (Nigeria) en 2003 bajo la organización de la Unión Africana de Taekwondo.
En total se disputaron en este deporte dieciséis pruebas diferentes, ocho masculinas y ocho femeninas.

## Resultados

### Masculino
| Evento | Oro                                              | Plata                         | Bronce                                                      |
| ------ | ------------------------------------------------ | ----------------------------- | ----------------------------------------------------------- |
| –54 kg | Birane Gueye Senegal                             | Yoseph Adamsegeo Etiopía      | Happy Ottah Nigeria Dickson Wamwiri Kenia                   |
| –58 kg | Tamer Bayumi · Egipto                            | Ezedin Tlish Libia            | José Miranda Santo Tomé y Príncipe Abdrahamane Famanta Mali |
| –62 kg | Johannes Komane Lesoto                           | Johan Smit Sudáfrica          | Ibrahim Niang Mali Arefeayne Woldermichal Etiopía           |
| –67 kg | Bertrand Gbongou Liango República Centroafricana | Gibril Jatta Gambia           | Tatola Letsoela · Lesoto · Tamer Hashem · Egipto            |
| –72 kg | Tamer Husein · Egipto                            | Stanislas Ogoudjobi Benín     | Mohamed Fofana Mali Achille Koukougnom Costa de Marfil      |
| –78 kg | Fredson Gomes Cabo Verde                         | Jacob Martins Obiorah Nigeria | Hichem Hamduni · Túnez · Loay Mazen · Egipto                |
| –84 kg | Mosab El-Gaiar · Egipto                          | Pierre Nyok Nyok Camerún      | Suheil Hamami Túnez James Friday Dirisu Nigeria             |
| +84 kg | Donald Ravenscroft Sudáfrica                     | Mahmud Charef Túnez           | Chika Chukwumerije Nigeria Hastings Ngala Kenia             |

### Femenino
| Evento | Oro                         | Plata                    | Bronce                                             |
| ------ | --------------------------- | ------------------------ | -------------------------------------------------- |
| –47 kg | Lineo Mochesane Lesoto      | Estelle Uroom Ghana      | Hye-Mi Lee Sudáfrica Judy Mwihaki Kenia            |
| –51 kg | Ikram Mahyar Túnez          | Carolin Yusri · Egipto   | Likeleli Alinah Thamae Lesoto Sitan Traoré Mali    |
| –55 kg | Abir Isawi · Egipto         | Bineta Diedhiou Senegal  | Anita Neequaye Ghana Marie Hassane Níger           |
| –59 kg | Sali Abubakr Tarek · Egipto | Appeal Isimirie Nigeria  | Adja Fatou Sow Senegal Mia Emmet Sudáfrica         |
| –63 kg | Mariam Bah Costa de Marfil  | Anelle Steyn Sudáfrica   | Victoria Chika Ezerim Nigeria Cynthia Dotsey Ghana |
| –67 kg | Margaret Achibi Nigeria     | Njeri Jane Onyango Kenia | Tsoene Mamokoai Lesoto                             |
| –72 kg | Noha Abd Rabo · Egipto      | Amina Mustapha Nigeria   | —                                                  |
| +72 kg | Princess Dudu Nigeria       | Puleng Lala Lesoto       | Risper Wanjiru Mwangi Kenia                        |

## Medallero
| Núm. | País                     | Oro | Plata | Bronce | Total |
| ---- | ------------------------ | --- | ----- | ------ | ----- |
| 1    | Egipto                   | 6   | 1     | 2      | 9     |
| 2    | Nigeria                  | 2   | 3     | 4      | 9     |
| 3    | Lesoto                   | 2   | 1     | 3      | 6     |
| 4    | Sudáfrica                | 1   | 2     | 2      | 5     |
| 5    | Túnez                    | 1   | 1     | 2      | 4     |
| 6    | Senegal                  | 1   | 1     | 1      | 3     |
| 7    | Costa de Marfil          | 1   | 0     | 1      | 2     |
| 8    | Cabo Verde               | 1   | 0     | 0      | 1     |
| 8    | República Centroafricana | 1   | 0     | 0      | 1     |
| 10   | Kenia                    | 0   | 1     | 4      | 5     |
| 11   | Ghana                    | 0   | 1     | 2      | 3     |
| 12   | Etiopía                  | 0   | 1     | 1      | 2     |
| 13   | Benín                    | 0   | 1     | 0      | 1     |
| 13   | Camerún                  | 0   | 1     | 0      | 1     |
| 13   | Gambia                   | 0   | 1     | 0      | 1     |
| 13   | Libia                    | 0   | 1     | 0      | 1     |
| 17   | Mali                     | 0   | 0     | 4      | 4     |
| 18   | Níger                    | 0   | 0     | 1      | 1     |
| 18   | Santo Tomé y Príncipe    | 0   | 0     | 1      | 1     |
|      | TOTAL                    | 16  | 16    | 28     | 60    |